# Portoriko na Letních olympijských hrách 1976
Portoriko se účastnilo Letní olympiády 1976. Zastupovalo ho 80 sportovců (73 mužů a 7 žen) ve 12 sportech.

## Medailisté
| Medaile | Jméno             | Sport | Soutěž                        |
| ------- | ----------------- | ----- | ----------------------------- |
| Bronz   | Orlando Maldonado | Box   | muži váha lehká muší do 49 kg |